# Rolf Monzel
Rolf Monzel (* 16. Juli 1958 in Wuppertal) ist ein zeitgenössischer Künstler. Seine Werke setzten sich überwiegend mit der Entwicklung und dem Erleben des Individuums unter Einfluss der Umwelt auseinander. Das Werk umfasst überwiegend Aquarelle und Graffiti, sowie Kreide-, Acryl- und Mischtechniken. Rolf Monzel lebt und arbeitet in Seelbach im Schwarzwald.

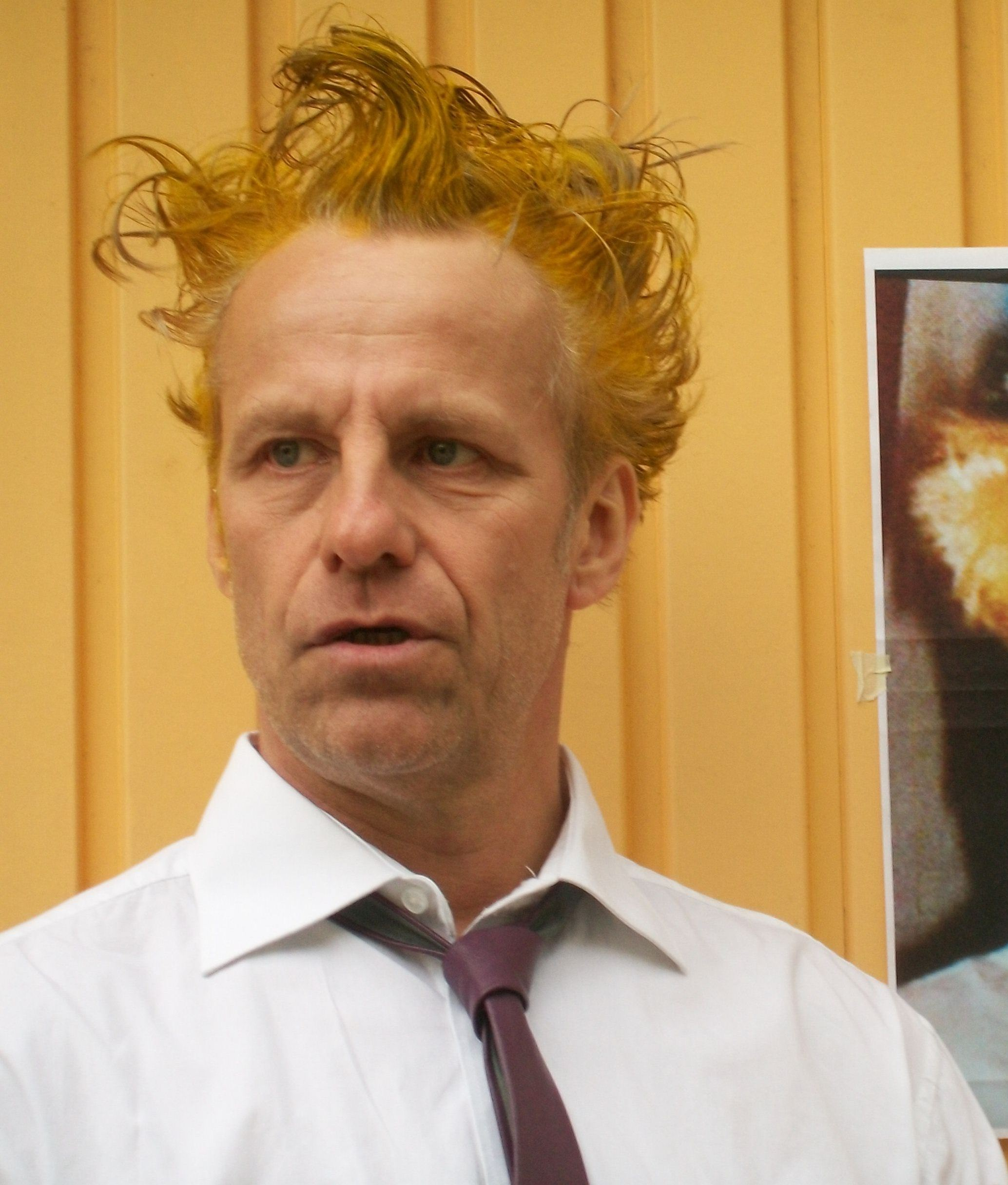
Bild von Rolf Monzel

## Leben
Rolf Monzel wurde 1958 in Wuppertal, als Sohn eines Kunstmalers, geboren. Nach einer Ausbildung zum Biologielaboranten, schloss Rolf Monzel ein technisches Studium ab. 2003 begann er als professioneller Künstler. Die Grundlagen dafür legte er in der Aquarellschule Martin Lutz- van Berkel und anschließend bei Wolf Wrisch in der Akademie Rhodt.

## Werk
Die Basis der Werke bildet die Kreide- und Aquarellmalerei. Rolf Monzel verwendet überwiegend kräftige bis grelle Farbtöne, die an einen expressionistischen Stil und die Popart erinnern. In den unterschiedlichsten Auftragstechniken von Pinsel-, Spritz- bis Spachteltechniken variieren seine Werke von eher konkreter bis zu abstrakter Darstellung. Rolf Monzel nutzte die Eigenarten des Aquarells, um die Abgrenzungen zu anderen Farbaufträgen wie beispielsweise Öl, Acryl und Gouache verschwimmen zu lassen.
In neueren Werken verwendet Rolf Monzel neben dem Aquarell ebenso diverse andere Techniken, die untereinander kombiniert wurden. Resultierend aus dieser neuen Stilkomposition generiert er ungewohnte visuelle Effekte. Die Kombination aus Stilen, Farben und Auftragstechniken versuchte Rolf Monzel für jedes seiner Themen und zum Teil für einzelne Werke und Motive neu zu entwickeln.
Die Kategorisierung des Künstlers zu einer spezifischen Stilrichtung ist somit nicht möglich.
Viele der Werke zitieren private und kollektive Erinnerungen. So fließen neben individuellen Themen auch politische Interessenkonflikte und aktuelle Gegebenheiten in das Werk Monzels ein.

## Ausstellungen und Projekte

### Einzelausstellungen
- 2009 Sportimpressionen, Bahnhöfle Seelbach[1]
- 2009 Variationen, Regenbogenland, Seelbach[1]
- 2010 Akut, Motive aus Politik und Medizin, Gewölbekeller des Stadtanzeiger, Lahr[2]
- 2011 Glauben Schlachthof Lahr[3]
- 2011 Kunst in Seelbach, Bahnhöfle, Große Gewerbeschau Seelbach
- 2011 Incontri, Rathaus, Seelbach
- 2013 Helden, Lotzbeckpalais, Lahr[4]

### Gruppenausstellungen
- 2009: Golf und Kunst, Golfclub Ortenau, Lahr
- 2012 Hobby und Künstlerausstellung, Bürgerhaus, Seelbach[5]

### Projekte
- 2013 BZ-Weihnachtsaktion „Ostereier“[6]
- 2013 Atelierführung mit Bürgertreff, Seelbach
- 2014 Pastelltöne und Lautmalerei, Konzert und Live-Kunst/Performance, Bürgerhaus Seelbach[7][8]
- 2014 Kunst und Picknick im Park, Tagesklinik Lahr[9][10]